# The Northside
The Northside is een plaats (settlement) in de Canadese provincie Newfoundland en Labrador. Ze ligt aan de oostkust van het eiland Newfoundland en maakt deel uit van de gemeente Eastport. De plaats staat ook bekend als Eastport North of Clay Cove.

## Geografie
De plaats ligt op het schiereiland Eastport, een relatief groot Oost-Newfoundlands schiereiland. Dat schiereiland is vernoemd naar Eastport, de belangrijkste plaats en gemeente die er ligt.
The Northside is een onderdeel van de gemeente Eastport en ligt zo'n kilometer ten noorden van het hoofddorp. Ze bestaat uit een 20-tal woningen en ligt langs de noordelijke zijde van de Salvage Harbour, meer bepaald aan een weinig uitgesproken inham ervan die bekendstaat als de Clay Cove.
Tussen The Northside en Eastport-dorp ligt een langgerekt zandstrand genaamd Northside Beach.

## Geschiedenis en toponymie
De eersten die zich aan de noordzijde van de Salvage Harbour vestigden waren Joseph Dyke en zijn gezin in de jaren 1860. De kleine nederzetting stond oorspronkelijk voornamelijk bekend onder de naam Clay Cove, naar de inham waaraan ze gelegen is.
De plaats werd als "Clay Cove" opgenomen in de Newfoundlandse volkstelling van 1935 en telde toen elf gezinnen. De nederzetting telde tien woningen en acht bijgebouwen. De inwoners verdienden de kost als vissers en landbouwers.
De gemeente Eastport annexeerde begin jaren 1970 omliggend gemeentevrij gebied, waardoor de plaats deel ging uitmaken van die gemeente. Ze ging officieel bekendstaan als Eastport North. Sinds 2018 is de officiële naam echter The Northside, al wordt ook Clay Cove in de 21e eeuw nog als alternatieve naam gebruikt.